# 벤딩 올 더 룰스
《벤딩 올 더 룰스》(영어: Bending All the Rules)는 2002년 개봉한 미국의 로맨스 드라마 영화이다. 모르간 클라인, 피터 나이트가 감독하고 브래들리 쿠퍼가 출연한다. 플로리다주에서 촬영 되었다.

## 출연

### 주연
- 콜린 포치
- 데이빗 게일

### 조연
- 브래들리 쿠퍼
- 커트 맥키니
- 제임스 마틴 켈리
- 애슐리 페인
- 윌리엄 헤즈
- 브릿 조지
- 호르헤 몰리나
- 스테이시 로고리아
- 빅토리아 베스
- 마크 마코레이
- 마이크 심슨
- 아라나 드 라 가르자